# Мужская сборная Эквадора по софтболу
Мужская национальная сборная Эквадора по софтболу — представляет Эквадор на международных софтбольных соревнованиях. Управляющей организацией является Федерация софтбола Эквадора (исп. Federación Ecuatoriana de Softbol).

## Результаты выступлений

### Панамериканские чемпионаты
| Год        | Победы         | Поражения      | Место          |
| ---------- | -------------- | -------------- | -------------- |
| 1981—2006  | не участвовали | не участвовали | не участвовали |
| 2012       | 0              | 9              | 10             |
| 2014—н. в. | не участвовали | не участвовали | не участвовали |

### Чемпионаты Южной Америки
| Год       | Победы         | Поражения      | Место          |
| --------- | -------------- | -------------- | -------------- |
| 1992—1996 | не участвовали | не участвовали | не участвовали |
| 2016      | 2              | 6              | 7              |
| 2018      | 4              | 6              | 8              |